# Tibor Takács
Tibor Takács (Budapest, 11 settembre 1954) è un regista ungherese.

## Biografia
È noto per essere stato il regista dei film Non aprite quel cancello e Non aprite quel cancello 2. Ha inoltre diretto alcuni episodi della serie televisiva Sabrina, vita da strega, Oltre i limiti e Il corvo.
Nel 1977 Takacs era stato ingegnere del suono per il gruppo musicale punk di Toronto The Viletones.

## Filmografia parziale
- Non aprite quel cancello (The Gate) (1987)
- Sola... in quella casa (1989)
- Non aprite quel cancello 2 (The Gate II: Trespassers) (1990)
- I volti della vendetta (1994)
- Sabotage (1996)
- Redline (1997)
- Sanctuary (1997)
- Rats (2003)
- MosquitoMan - Una nuova razza di predatori (Mansquito) (2005)
- Kraken: Tentacles Of The Deep (2006)
- Massima allerta: Tornado a New York (NYC: Tornado Terror) - film TV (2008)
- Meteor Storm - film TV (2010)
- Spiders 3D (2013)
- Natale a Rocky Mountain (Rocky Mountain Christmas) - film TV (2017)